# Czarny pas

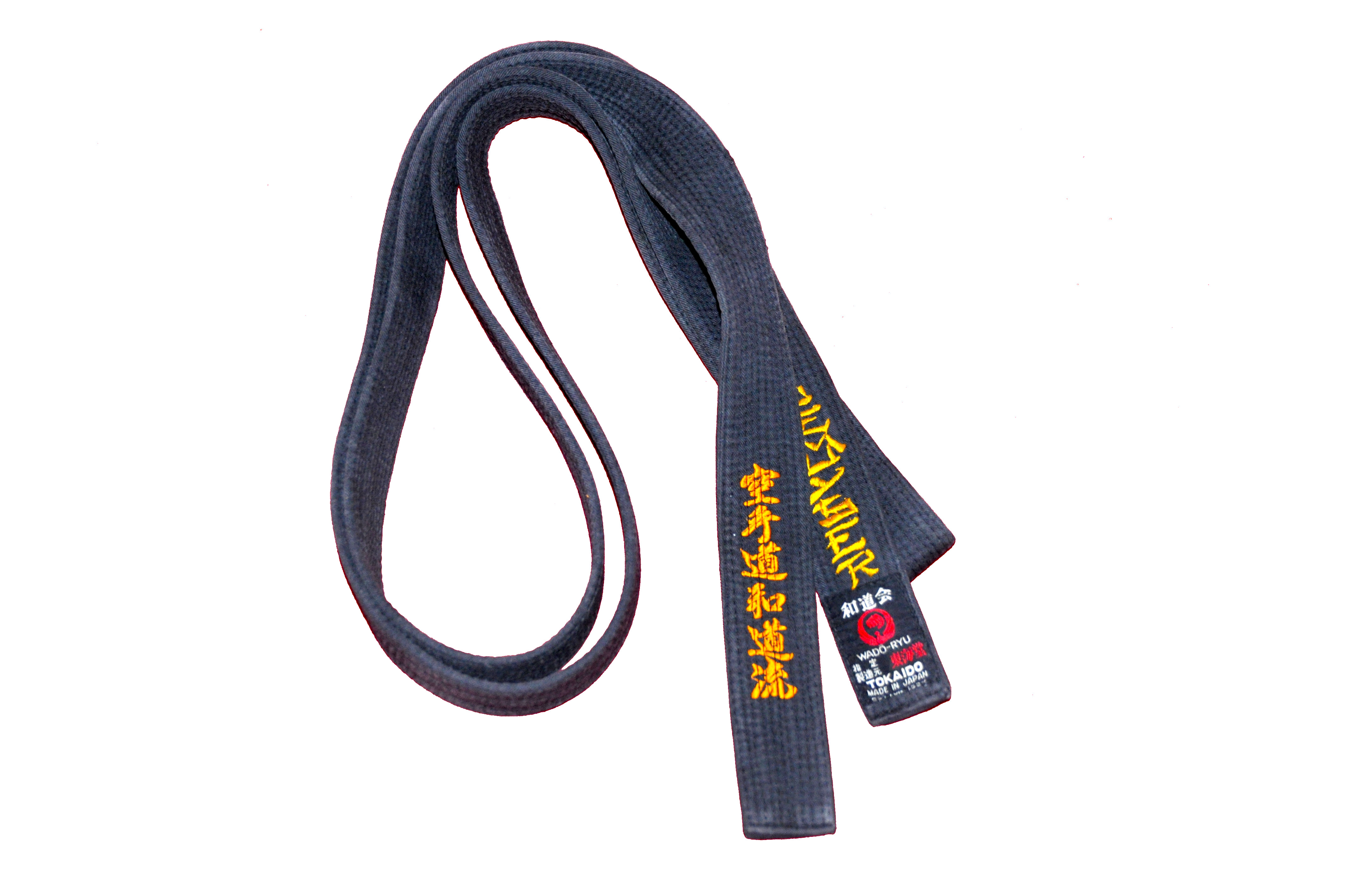
Czarny pas stosowany w karate (wadō-ryū)

Czarny pas – oznaczenie posiadania mistrzowskich umiejętności w sportach i sztukach walki. Stosowany między innymi w taekwondo, aikido, karate, brazylijskim jiu-jitsu, judo i kick-boxingu. Pas długości 2,5–3 m, szerokości 4–5 cm, wykonany jest najczęściej z bawełny. Do dodatkowego określenia posiadanego stopnia dan stosuje się niekiedy poprzeczne belki (pagony).
Mistrzostwo określone czarnym pasem nie ma związku z mistrzostwem turniejowym. Oznacza, że posiadacz czarnego pasa poznał wszystkie uczniowskie podstawy danej sztuki walki i ma wiedzę, która pozwala na przekazywanie tych podstaw innym (podczas gdy sam nadal musi rozwijać się, zdobywając kolejne stopnie mistrzowskie).
W niektórych sztukach walki dodatkowo dla określenia wysokich stopni dan stosuje się dodatkowe oznaczenia. Przykładowo w judo stopniom 6-8 dan odpowiada pas biało-czerwony, a stopniom 9-10 dan pas czerwony.